# کنجی توچیو
کنجی توچیو (به انگلیسی: Kenji Tochio) بازیکن فوتبال اهل ژاپن و عضو تیم ملی فوتبال ژاپن است که در تاریخ ۲۸ مه ۱۹۶۱ میلادی اولین بازی ملی‌اش را انجام داد. او در ۲ بازی ملی حضور داشت و آخرین بازی ملی خود را در تاریخ ۱۱ ژوئن ۱۹۶۱ میلادی انجام داد. کنجی توچیو در بازی‌های ملی‌اش
گلی به ثمر نرساند.